# Xenikophyton smeeanum
Xenikophyton smeeanum är en orkidéart som först beskrevs av Heinrich Gustav Reichenbach, och fick sitt nu gällande namn av Leslie Andrew Garay. Xenikophyton smeeanum ingår i släktet Xenikophyton och familjen orkidéer. Inga underarter finns listade i Catalogue of Life.